# Frost Like Ashes
Frost Like Ashes – amerykańska grupa grająca Unblack metal, powstała w Kansas City, Missouri w roku 2001. Dwóch członków, Azahel i Adonijah dawniej grali w zespole noszącym nazwę Possession.
Zespół z wizji gitarzysty noszącego pseudonim Sebat. Przyłączył do składu również Azahela (śpiew) i Syntyche (gitara basowa) w roku 2001 i od tego czasu zaczęli być hybrydą dla podziemnej sceny black/death metalu w USA. Później FLA poszerzyło się o Adonijah (perkusja) oraz Qoheleth (instrumenty klawiszowe). W takim składzie nagrali pierwszy minialbum w roku 2003, nakładem SoTD Records. Mieli okazję to zagrania podczas gigu Freakshow 13 w Las Vegas, gdzie zagrali by obok takich grup, jak Mortal Treason czy Stavesacre. W roku 2004 odchodzi basista Syntyche, a na jego miejsce wskakuje doświadczony muzyk, Ruach.
W roku 2005, po frustrujących opóźnieniach, związanych ze śmiercią właściciela wytwórni, udaje im się nagrać pierwszy długogrający album zatytułowany Tophet. Album spotkał się z dobrym odbiorem fanów, co znacznie zwiększyło popularność zespołu.
Wiosną i latem roku 2006, zagrali koncerty w Omaha razem z Grave Storm i Epicurean oraz w Minnesocie, obok takich zespołów, jak Crimson Thorn, Becoming the Archetype i Crimson Moonlight.
W 2008 roku grupa nagrała kolejny album pt. Born to Pieces.

## Muzycy

### Obecny skład zespołu
- Azahel - śpiew
- Sebat - gitara elektryczna
- Fire - gitara basowa
- Adonijah - perkusja
- Qoheleth - instrumenty klawiszowe

### Byli członkowie zespołu
- Syntyche - gitara basowa
- Ruach - gitara basowa

## Dyskografia
- (2002) A Brutal Christmas (kompilacja)
- (2003) Pure As The Blood Covered Snow
- (2004) A Traesury of Sorrows (kompilacja)
- (2005) Tophet
- (2008) Born to Pieces
- (2021) The Weight of Ice And Fog (singiel)